# Surányi Ferenc (pilóta)
Surányi Ferenc (1889. – 1914.) magyar repülőgép-konstruktőr, pilóta.

## Életpálya
A magyar motoros repülés a Rákosmezőn indult meg. Elsők között telepedett meg a fa hangárvárosba. Lakatosmester, repülőgép-konstruktőr, a rákosi repülőgárda egyik tagja. Adorján János balesete után a repülőgépet motorjával együtt eladta Surányinak, aki 1912-ben a „Strucc” felhasználásával építette meg a sajátját (Surányi I.), majd 1913-ban a Surányi II-őt. Ott volt minden eseménynél és a repülőgépmotorok egyik legjobb szakértője volt. 1914-ben jelentkezett pilóta szolgálatra, a világháború forgatagában eltűnt.

## Emlékezete
Budapest XVII. kerületében 2003-ban utcát neveztek el róla.